# 영매 - 산 자와 죽은 자의 화해
"영매 - 산 자와 죽은 자의 화해"('Mudang': Reconciliation Between The Living And The Dead)는 한국에서 제작된 박기복 감독의 2002년 다큐멘터리 영화이다. 설경구 등이 주연으로 출연하였다.

## 출연
- 설경구

## 기타
- 프로듀서: 조성우
- 시각효과부문: 신대용